# Brachyophidium rhodogaster
Brachyophidium rhodogaster е вид змия от семейство Uropeltidae. Видът не е застрашен от изчезване.

## Разпространение
Разпространен е в Индия (Керала и Тамил Наду).